# Paul Heupgen
Paul Heupgen, né le 7 mars 1868 à Hyon et mort en 1949 est un avocat, un magistrat, un historiographe qui s'est particulièrement attaché à l'histoire de la Province de Hainaut et un folkloriste de la ville de Mons.

## Éléments biographiques

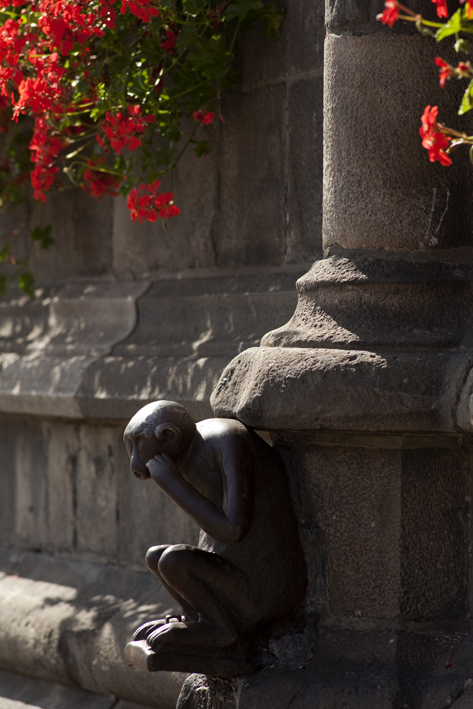
Le singe du grand'garde adossé à la façade de l'hôtel de ville de Mons.

Paul Lucien Marie Heupgen est né en 1868 à Hyon. Après des études secondaires à Athénée Royal de Mons, il fait des études de droit et présente son doctorat pour lequel il reçoit le premier prix. Il exerce ensuite durant 4 années au barreau de Mons. En 1921, il est le secrétaire des Hospices civils de Mons. Du 8 avril 1922 à mars 1938, il est magistrat, tout d'abord juge d'instruction, il exercera ensuite, en 1937, comme juge des enfants.
En 1930, c'est sous son impulsion que le Jardin du maïeur est créé à Mons. En 1933, après un patient travail de recherche dans les archives, il publie «Les enfants sorciers en Hainaut au XVIIe siècle» dans lequel il étudie différents procès en sorcellerie en Hainaut dont celui de Marguerite Tiste. Historien local, Paul Heupgen publia de nombreux articles historiques dans le journal La Province dans une rubrique intitulée: «les Viéseries de Paul Heupgen».
C'est lui qui créa de toutes pièces la légende selon laquelle caresser le singe du grand garde sur la Grand-Place de Mons porterait bonheur. Il est également à l'origine de l'ouverture du musée Jean Lescarts en 1931 ainsi que de l'installation de la statue du Ropieur, en 1937. Il meurt en 1949.
Il est le frère de Georges Heupgen (nl).

## Reconnaissances
- Une place porte son nom à Mons.

## Publications
- Paul Heupgen, Les enfants sorciers en Hainaut au XVIIe siècle, bulletin de la Commission Royale des Anciennes Lois et Ordonnances, tome XIII, fasc. 6, p. 457-477
- Paul Heupgen, Les enfants sorciers en Hainaut au XVIIe siècle (tiré à part), Saint-Gilles, impr. administrative, 1933,  1 vol. in 8°.
- Paul Heupgen, L'Hospice des Enfants trouvés et abandonnés de Mons, Mémoires et publications de la Société des sciences, des arts et des lettres du Hainaut, Mons : Société des Sciences des Arts et des Lettres du Hainaut,  (ISSN 0373-7667) , 1919, Vol. 65, p. 115-169
- Paul Heupgen, Dates et souvenirs de l'histoire de Mons
- Paul Heupgen, La Trouille, Mons, 1920.
- Paul Heupgen, Le Vivier des Hospices de Mons, 3p.
- Paul Heupgen, Les hospices civils de Mons depuis cinquante ans
- Paul Heupgen, La Platte Bourse de la ville de Mons
- Paul Heupgen, Discours général de Haene
- Paul Heupgen, Compte des dépenses de la joyeuse venue à Mons en 1493 de Marguerite d'Autriche
- Paul Heupgen, L'École provinciale des sciences médicales de Mons, 1823-1830, Lucq, 1921, 25 p.
- Paul Heupgen, Réglementation de la prostitution à Mons du XIIIe au XVIe siècle, in BCRALOB, t.XII, 1925-27, 203 p.
- Paul Heupgen, La commune aumône de Mons du XIIIe au XVIIe siècle, juillet 1926.
- Paul Heupgen, Documents relatifs à la réglementation de l'assistance publique à Mons du XVe au XVIIIe siècle, Palais des Académies, 1929, 254 p.
- Paul Heupgen, Le rôle de la Taille de Mons de 1365, in annales du Cercles archéologique de Mons, no 55, 1938, p. 41-95.